# Michel Hoëllard
Michel Hoëllard, né en 1952 à Paris de parents émigrés bretons, est un écrivain français. Sa famille est originaire de Saint-Guyomard, sur les terres (ou landes) de Lanvaux près de Vannes, Morbihan.
Rédacteur en chef de la défunte revue culturelle et littéraire Arsnumero dont l'accroche, Tout le monde ne peut pas lire Arsnumero, donnait assez le ton, il est l'auteur de romans et de nouvelles publiés en France et en Italie (en français et en italien).

## Œuvres
- Romans :

Lunes noires, éd. Petit Véhicule, 2001. Peut-être le seul roman érotique breton dont l'éditrice, Cécile Bultez, dit qu'on en sort les cheveux en désordre.
Ronde séminole, éd. Sulliver, 2012 .
Oraison fun, éd. Sulliver, 2019.
- Articles : in Revue de l'Habitat Français, à l'Atelier du Roman et sur le site Stalker / Dissection du cadavre de la littérature de M. Juan Asensio[2].
- Nouvelles : dans des revues françaises (Stur ; Nuit capitale in revue Roman des Presses de la Renaissance, Berlin blond technique in revue Cargo, Im Western nichts neues in Distances, Fenêtres in revue Pratiques urbaines et reprise des mêmes avec Fanny vue ni connue in revue Imp'Act  entre autres) et en volume italien (traduction d'Anna Berra : Inseguendo le lune, Effigie ed., Milan, 2005). De ce dernier ouvrage, la critique italienne Cristina Tirinzoni  a écrit : Une belle découverte. Pour la fine pénétration psychologique qui, en des pages fulgurantes, sonde l'âme féminine, la valse des songes, les cabrioles des cœurs, le désir d'un homme et, last but not least, la lande bretonne.
- Bande dessinée : scénario du Codex Rubens, roman graphique retraçant la vie et l’œuvre du peintre Pier Paolo Rubens (1577-1640). Scénario réalisé avec Nathalie Neau, dessins de Marco d'Aponte. Version italienne parue en 2022 aux éditions Töpffer,  (ISBN 9788888151328).